# مونکی (استان لوبلین)
مونکی (به لاتین: Młynki) یک روستا در لهستان است که در گمینا کونگسکووولا واقع شده‌است. مونکی ۵۷۸ نفر جمعیت دارد.